# Неироне
Неироне (итал. Neirone) је насеље у Италији у округу Ђенова, региону Лигурија.
Према процени из 2011. у насељу је живело 154 становника. Насеље се налази на надморској висини од 391 м.

## Становништво
Према резултатима пописа становништва 2011. у општини је живело 984 становника.
| 1931. | 1936. | 1951. | 1961. | 1971. | 1981. | 1991. | 2001. | 2011. |
| ----- | ----- | ----- | ----- | ----- | ----- | ----- | ----- | ----- |
| 2.369 | 2.196 | 1.840 | 1.449 | 1.170 | 1.014 | 934   | 939   | 984   |